# Magazine Enterprises
Magazine Enterprises est une maison d'édition américaine de comic books fondée en 1944 par Vincent Sullivan et disparue en 1958 publiant principalement des bandes dessinées de western, d'humour, de crime, d'aventure et pour enfants, virtuellement sans super-héros.
Vincent Sullivan fut éditeur chez Columbia Comics ainsi que chez National Allied Publications qui deviendra plus tard DC Comics.
Parmi les personnages de Magazine Enterprises, on retrouve la déesse de la jungle Cave Girl (en), dessiné par Bob Powell, ainsi que Ghost Rider (en), un vengeur masqué utilisant l'horreur dans l'Ouest américain, créé par le scénariste Ray Krank et le dessinateur Dick Ayers en 1949. Après la disparition de la marque de commerce, Ayers et d'autres reprennent le personnage du Ghost Rider, dans le no 1 de Ghost Rider (en) de février 1967 (plus tard, il sera rebaptisé Phantom Rider après la création du motard Ghost Rider moderne dans Marvel Spotlight no 5 d'août 1972), et l'adaptent sous forme de western sans horreur chez Marvel en  1967.
Il ne faut pas confondre Magazine Enterprises avec la compagnie écossaise du même nom qui publie des magazines de science-fiction de 1946 à 1960.

## Documentation
- Ressource relative à la bande dessinée :   - Comic Vine
- Notices d'autorité :   - VIAF
  - LCCN
  - WorldCat
- (en) Magazine Enterprises sur la Grand Comics Database.
- (en) Mike Benton, « Magazine Enterprises », The Comics Book in America. An Illustrated History, Dallas : Taylor Publishing Company, 1989, p. 130-131.